# Rauvolfia tetraphylla

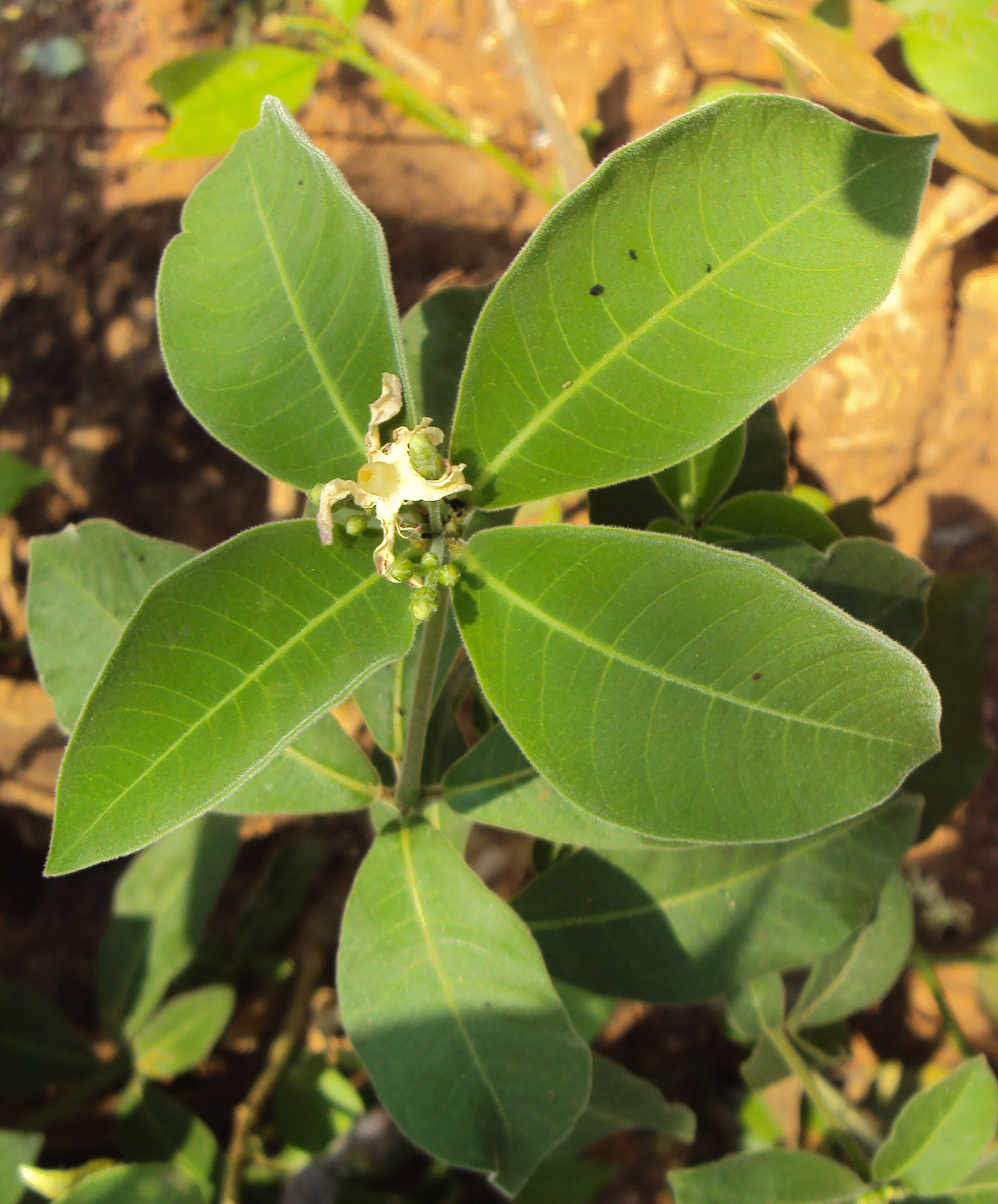
Hojas

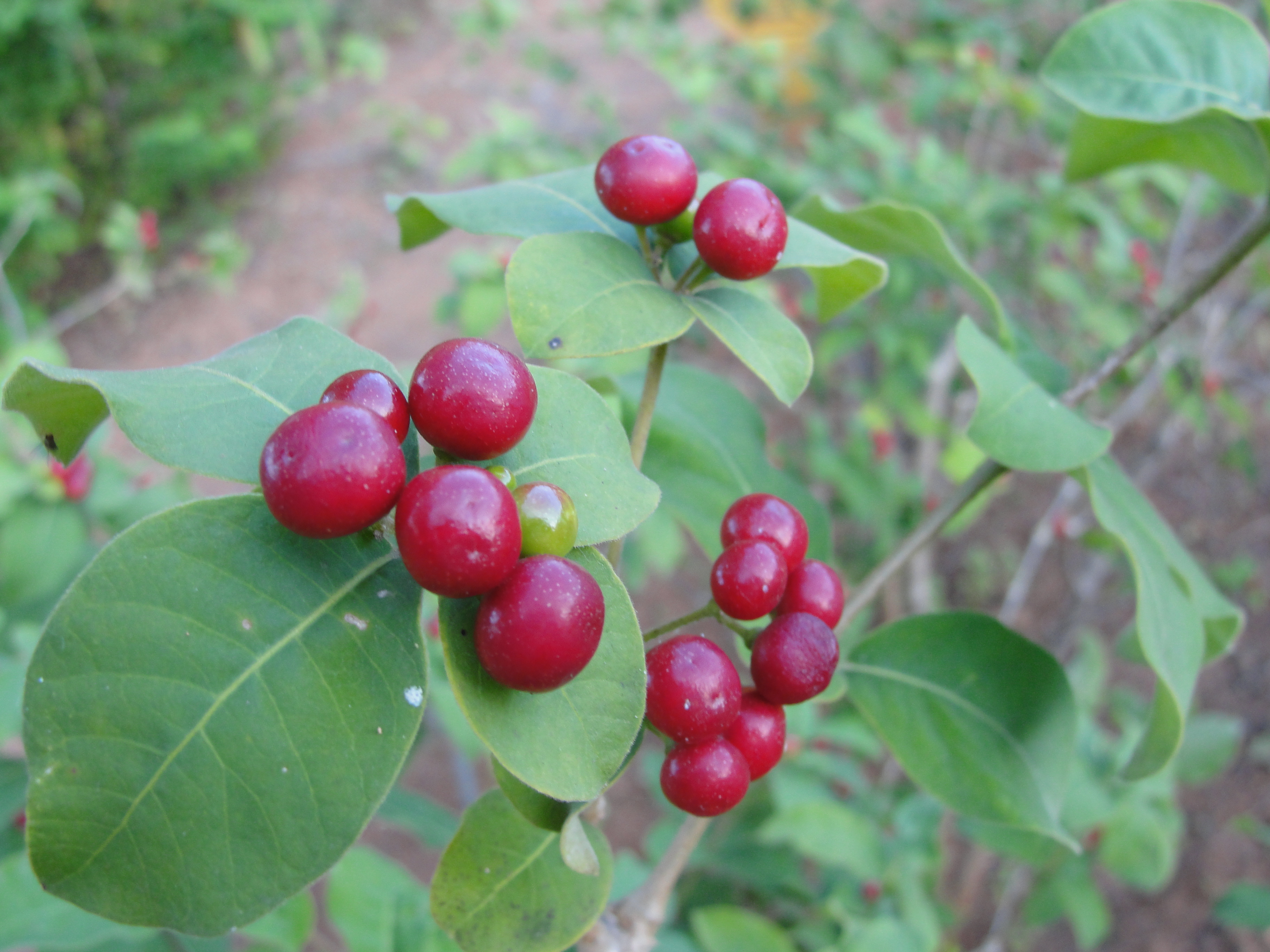
Frutos

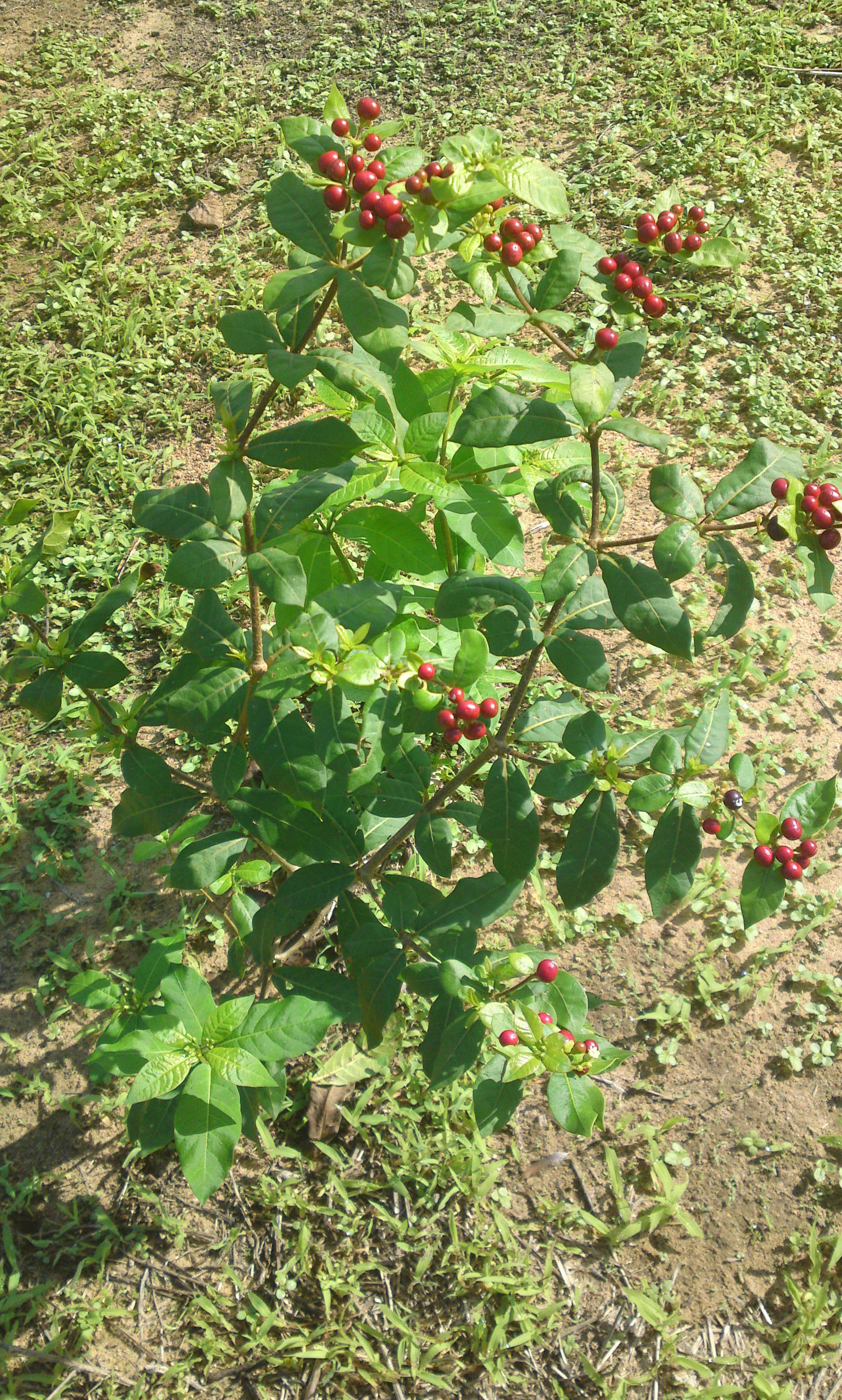
Vista de la planta

Rauvolfia tetraphylla es una especie de planta de las Apocynaceae. Especie oriunda de Asia y de África, ampliamente distribuida en América Tropical (con una amplia distribución en Venezuela). En Cuba se llama palo boniato o palo moniato.

## Descripción
Herbácea subarbustativa de jugo lechoso, perteneciente a la familia de las Apocináceas, caracterizada por presentar una altura de 0,5 - 1,5 m, raíz axonomorfa de 5-15 cm de largo por 0,5–2 cm de diámetro; hojas glabras, lanceoladas y verticiladas en tres partes; 
numerosas inflorescencias agrupadas en cimas terminales o axilares, con cinco pétalos de color rosado o blanco. Los frutos son drupas ovoides que al madurar presentan un color negro - violáceo.
Órgano tóxico de la planta: toda la planta.

## Propiedades

### Principios Activos
Contiene alcaloides: reserpina, serpentina, serpentinina, ajmalicina, ajmalina, ajmalinina, sarpagina.
Otros: contiene entre un 5 - 10 5 de agua, 6 - 7% de minerales, almidón, fitoesteroles, ácidos grasos, alcoholes no saturados y azúcares.

### Medicinales
La decocción de raíz se usa oralmente para tratar malaria, mordedura de culebra, dolor de estómago, bajar la tensión arterial, como depurador, y febrífugo.
La infusión de hojas se usa para tratar disentería y malaria. La savia o látex se usa en hidropesía y tos crónica, se aplica en ojos inflamados y edemas; la corteza se usa para desintegrar muelas.
Se usa el cocimiento de tallos o frutos machacados tópicamente en emplastos para la mordedura de serpientes, picadura de avispas y escorpiones; el cocimiento y hojas de tallo se usa para curar úlceras, sarna, sífilis, y otras enfermedades cutáneas; la ceniza de la planta quemada se aplica en las heridas para evitar infecciones; la decocción de raíz se usa para bajar la hipertensión y tratar afecciones orales y erisipela; el extracto de la corteza con aceite sirve para curar la sarna y otras afecciones cutáneas. El látex se usa para caries dentales, fortalecer las encías, colirio oftálmico y cicatrizar. Los frutos machacados se usan para tratar tinea.

## Taxonomía
Rauvolfia tetraphylla fue descrita por Carlos Linneo y publicado en Species Plantarum 1: 208, en el año 1753.
Etimología
Rauvolfia: nombre genérico que fue otorgado en honor del botánico alemán Leonhard Rauwolf.
tetraphylla: epíteto latíno que significa "con 4 hojas".
Nombres comunes
Veneno de perro, palo amargo, huave.
Se le conoce, en Guatemala, también como: alcotán, amatillo, cabamuc, curarina, matacoyote, señorita, viborilla.
Sinonimia
- Rauvolfia canescens L.
- Rauvolfia canescens var. glabra Müll.Arg.
- Rauvolfia canescens var. intermedia Markgr.
- Rauvolfia canescens var. tomentosa Müll. Arg.
- Rauvolfia canescens var. typica Markgr.
- Rauvolfia heterophylla Willd. ex Roem. & Schult.
- Rauvolfia heterophylla var. puberula A.Gray
- Rauvolfia hirsuta Jacq.
- Rauvolfia hirsuta var. glabra (Müll. Arg.) Woodson
- Rauvolfia latifolia var. minor Müll. Arg.
- Rauvolfia odontophora Van Heurck & Müll.Arg.
- Rauvolfia subpubescens L.
- Rauvolfia tomentosa Jacq.[5]